# Tony Drago
Tony Drago (La Valletta, 22 settembre 1965) è un giocatore di snooker maltese, in seguito passato al pool.
Nello snooker vanta un decimo posto nel ranking mondiale come miglior piazzamento in carriera. Ha vinto un torneo di minor-ranking (Strachan Challenge, nel 2003) e un torneo non valido per il ranking (Guangzhou Masters, nel 1996).
Autore di una serie perfetta da 147 nel 2002 e di 123 serie da 100, ha guadagnato complessivamente 1.114.370 sterline in carriera.
Drago vanta anche una carriera di successo nel biliardo americano, avendo vinto il World Pool Masters nel 2003, la Mosconi Cup nel 2007 e 2008, l'Open di Francia e il Predator International 10-ball Championship sempre nel 2008.